# Stenoplastis biplaga
Stenoplastis biplaga är en fjärilsart som beskrevs av Paul Dognin 1902. Stenoplastis biplaga ingår i släktet Stenoplastis och familjen tandspinnare. Inga underarter finns listade i Catalogue of Life.